# Volo VASP 168
Il volo VASP 168 era un volo passeggeri di linea nazionale da San Paolo a Fortaleza, con scalo a Rio de Janeiro, in Brasile. L'8 giugno 1982, un Boeing 727 operante su tale rotta precipitò al suolo durante l'avvicinamento all'aeroporto di Fortaleza-Pinto Martins, provocando la morte di tutti i 137 passeggeri a bordo.

## L'aereo
Il velivolo coinvolto era un Boeing 727-212, marche PP-SRK, numero di serie 21347, numero di linea 1282. Venne consegnato a Singapore Airlines nel 1977 e ceduto a VASP il 6 giugno 1980. Era alimentato da 3 motori turboventola Pratt & Whitney JT8D-17. Al momento dell'incidente, l'aereo aveva circa 5 anni.

## L'incidente
La prima parte del volo 168 da San Paolo, in Brasile, a Rio de Janeiro, venne eseguita senza incidenti. Il volo ripartì quindi verso Fortaleza. Durante l'avvicinamento alla destinazione, fu autorizzato a scendere dalla sua altitudine di crociera di 33 000 piedi (10 000 m) a 5 000 piedi (1 500 m). Volando di notte, con le luci della città di Fortaleza di fronte, il Boeing 727 scese oltre i 5 000 piedi (1 500 m) e continuò a scendere fino a schiantarsi contro una montagna a 2 500 piedi (760 m), provocando la morte di tutti i 137 a bordo. Tra le vittime c'era anche il famoso industriale brasiliano Edson Queiroz.

## Le indagini
Le indagini rivelarono che il capitano, forse disorientato a causa delle luci intense della città, continuò la discesa ben al di sotto del limite di 5 000 piedi (1 500 m), nonostante fosse stato avvertito due volte dal sistema di allarme di altitudine e dal copilota di essere sceso troppo in basso. Mentre il Boeing continuava a scendere, colpì una montagna boscosa a 2 500 piedi (760 m) e si schiantò.
Dalla trascrizione del contenuto del registratore vocale della cabina di pilotaggio:
- Primo ufficiale: Vedi, ci sono delle colline di fronte?
- Comandante: Che cosa? C'è cosa?
- [Suono dell'allarme di altitudine]
- Primo ufficiale: Delle colline, non le vedi?
- [Suono di impatto]